# Батотичи
Батотичи (серб. Батотићи, босн. Batotici) — населенный пункт (деревня) в общине Чайниче, который принадлежит энтитету Республике Сербской, Босния и Герцеговина. По результатам югославской переписи населения 1991 года в Батотичах проживало 331 человек. Расположен на границе с Черногорией.

## Население
В населении деревни преобладают мусульмане (боснийцы), доля сербской национальности лишь ненамного меньше боснийской.
| 1961                           | 1971 | 1981 | 1991 | - | - | - |
| ------------------------------ | ---- | ---- | ---- | - | - | - |
| 412                            | 393  | 311  | 331  | - | - | - |
| Гистограмма динамики населения |      |      |      |   |   |   |

### Национальный состав
1991 год:
- Сербы — 155 человек (46,83 %)
- Хорваты — 0 человек (0,00 %)
- Югославы — 1 человек (0,30 %)
- Мусульмане — 172 человека (51,96 %)
- Другие — 3 человека (0,91 %)